# Marko Marin
Marko Marin (Sârbă Chirilică: Марко Марин; n. 13 martie 1989) este un fotbalist german retras din activitate, care a jucat pe post de mijlocaș la echipe ca Chelsea, M'gladbach și Werder Bremen. Pe plan internațional, are prezențe la națională pentru Germania U17⁠(d), Germania U18⁠(d), Germania Sub-21⁠(d), Germania și Germania U16⁠(d).
Marin este cunoscut pentru sprinturi, dribling, agilitate, creativitate, adaptabilitate, capacitate tehnică și ca pasator. A fost convocat pentru prima dată la naționala Germaniei în 2008, făcând parte din lotul care a participat la Campionatul Mondial din 2010.

## Viața timpurie
Marin s-a născut în Bosanska Gradiška, RS Bosnia și Herțegovina, Iugoslavia din părinți sârbo-bosnieci, mama Borka și tatăl Ranko. Marin avea doar doi ani când familia s-a mutat în Germania în 1991 din cauza locului de muncă al. A crescut în Frankfurt, unde Marin a început să joace fotbal la cluburile locale. Idolul său din copilărie a fost Dejan Savićević, și ținea cu Steaua Roșie Belgrad.

## Cariera la club

### Începutul carierei
Marin și-a început cariera de fotbalist la echipa de tineret a SG 01 Hoechst, semând apoi un contract cu Eintracht Frankfurt.

### Borussia Mönchengladbach

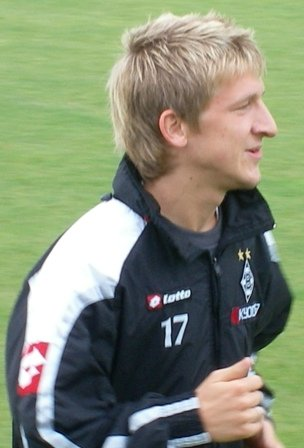
Marin la Borussia Mönchengladbach în 2007

În 2005, Marin a semnat cu academia de tineret a clubului Borussia Mönchengladbach. După un an a fost promovat la echipa secundă; fiindu-i oferit un contract pe trei ani. A debutat pentru echipa mare la 31 martie 2007, într-un meci cu Eintracht Frankfurt. Pe 9 august 2008, Marin a marcat un hat-trick în primele 16 minute din victoria cu 8-1 din primul tur al DFB-Pokal obținută în fața celor de la VfB Fichte Bielefeld, echipă din a șaptea divizie germană.

### Werder Bremen

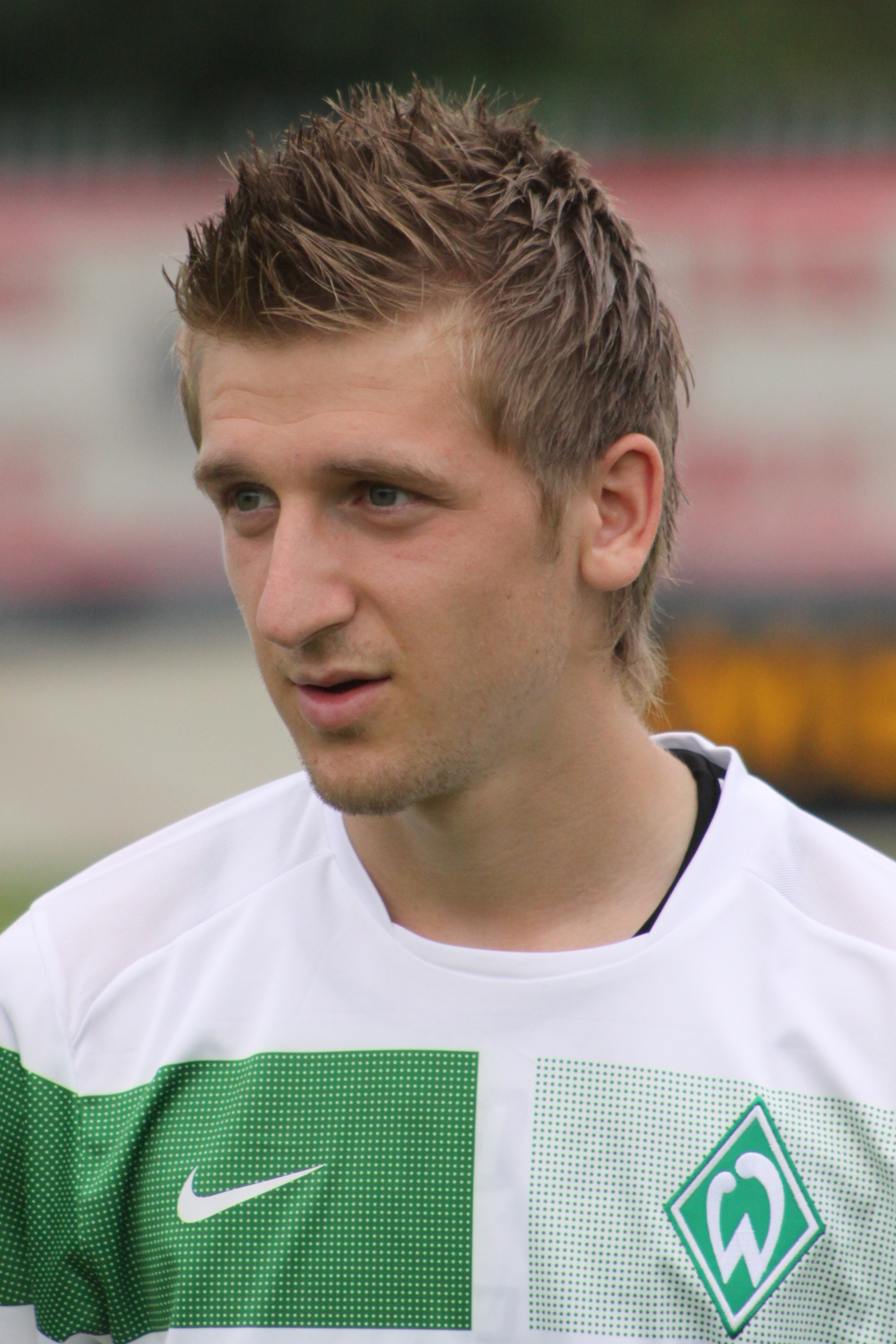
Marin la Werder Bremen în 2009.

Pe 24 iunie 2009, Marin a fost vândut pentru €8,2 milioane de euro de Borussia Mönchengladbach la Werder Bremen. El a făcut parte din atacul echipei, care îi cuprindea pe Aaron Hunt și Mesut Özil. În sezonul 2010-11, el a marcat patru goluri și a oferit 11 pase decisive.
După plecarea lui Özil la Real Madrid în august 2010, forma lui Marin a scăzut considerabil, marcând un singur gol și oferind cinci pase decisive în sezonul de Bundesliga 2011-2012. Și-a revenit în meciul împotriva lui SC Freiburg din 20 august 2011, oferind trei pase decisive, pentru Claudio Pizarro, Marko Arnautović și Wesley, Bremen câștigând cu 5-3.
Marin a plecat de la Bremen după ce a marcat opt goluri în 87 de meciuri din Bundesliga.

### Chelsea
Pe 28 aprilie 2012, Marin a ajuns la o înțelegere cu Chelsea. El a semnat pe cinci ani cu Chelsea, până în 2017. Marko Marin a primit tricoul cu numărul 21, purtat anterior de Salomon Kalou, care a plecat de la Chelsea la Lille OSC. Chelsea l-a împrumutat la Sevilla, Fiorentina, Anderlecht și Trabzonspor.

## Carieră la națională
În 2010, Marin s-a declarat dezamăgit de faptul că nu a fost convocat de Bosnia și Herțegovina, așa că a decis să joace pentru Germania.

## Titluri

### Club
Borussia Mönchengladbach
- 2. Bundesliga: 2007-08

Chelsea
- UEFA Europa League: 2012-13

Sevilla
- UEFA Europa League: 2013-14

### Tara
Germania
- Campionatul European de Fotbal U21: 2009[17]
- Campionatul Mondial de Fotbal locul al treilea: 2010[18]

### Individual
- Medalia Fritz Walter : Medalie de argint U17 2006[19]
- Medalia Fritz Walter: Medalia de aur U17  2007[20]